# 希利夫齐

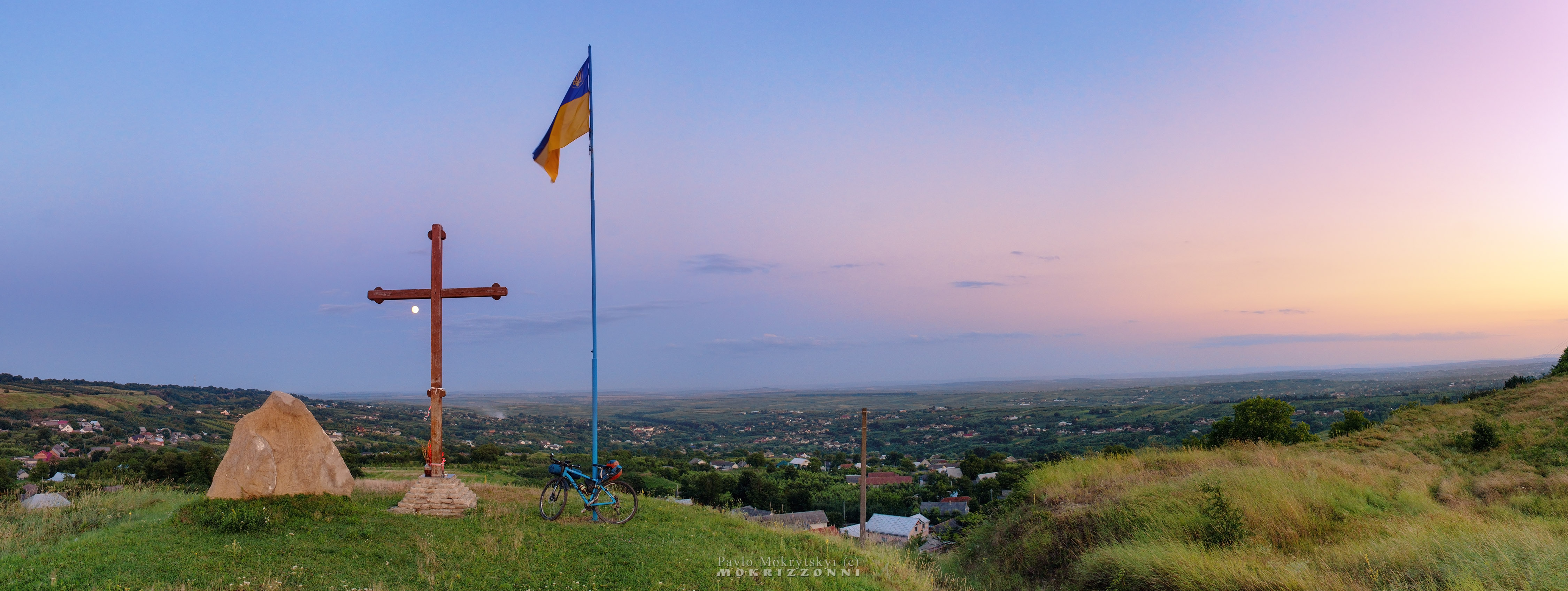
全景图

希利夫齊（羅馬化：Shylivtsi），又按俄语名译为希洛夫齐，是位於烏克蘭西南部的村莊，由切爾諾夫策州德涅斯特区的克利什基夫齐市镇負責管轄。該村處於倫哈奇河畔，海拔高度377米，2024年該村落人口2,600。

## 備註
1. ↑  俄語：